# Сан-Антоніо-де-Ареко (округ)
Округ Сан-Антоніо-де-Ареко (ісп. San Antonio de Areco) — адміністративно-територіальна одиниця 2-ого рівня у провінції Буенос-Айрес в центральній Аргентині. Адміністративний центр округу — Сан-Антоніо-де-Ареко (ісп. San Antonio de Areco).
Населення округу становить 23138 осіб (2010). Площа — 857 кв. км.

## Історія
Округ заснований у 1821 році.

## Населення
У 2010 році населення становило 23138 осіб. З них чоловіків — 11353, жінок — 11785.

## Політика
Округ належить до 2-ого виборчого сектору провінції Буенос-Айрес.